# Hamilton Bluff
Das Hamilton Bluff ist eine felsige Landspitze an der Ingrid-Christensen-Küste des ostantarktischen Prinzessin-Elisabeth-Lands. Sie liegt 3 km westlich des Palmer Point und 16 km westlich des Mount Caroline Mikkelsen. 
Norwegische Kartographen kartierten sie anhand von Luftaufnahmen, die bei der Lars-Christensen-Expedition 1936/37 entstanden. Der australische Geologe Ian Roderick McLeod (* 1931) besuchte sie 1969 im Rahmen einer Kampagne der Australian National Antarctic Research Expeditions (ANARE) zu den Prince Charles Mountains. Das Antarctic Names Committee of Australia benannte sie nach dem Hubschrauberpiloten Robert Hamilton, der 1968 an einer ANARE-Kampagne teilgenommen hatte.